# EM i svømning 2008
EM i svømning og vandsport 2008 blev holdt i Eindhoven, Holland, fra 13.–24. marts 2008. Det var det europæiske mesterskab i svøming (50 m), udspring og for 2008. To nye konkurrencer blev indført: mændenes 800 m fri og kvindernes 1500 m fri. Dette var første gang, at mændenes og kvindernes programmer var identiske.

## Svømning

### Medaljeoversigt
| Placering | Land           | Guld | Sølv | Bronze | Total |
| --------- | -------------- | ---- | ---- | ------ | ----- |
| 1         | Rusland        | 8    | 7    | 4      | 19    |
| 2         | Frankrig       | 5    | 4    | 4      | 13    |
| 3         | Italien        | 4    | 5    | 4      | 13    |
| 4         | Holland        | 4    | 3    | 3      | 10    |
| 5         | Ungarn         | 3    | 3    | 2      | 8     |
| 6         | Østrig         | 3    | 2    | 3      | 8     |
| 7         | Sverige        | 2    | 1    | 5      | 8     |
| 8         | Tyskland       | 2    |      |        | 2     |
| 9         | Spanien        | 1    | 3    | 4      | 8     |
| 10        | Storbritannien | 1    | 2    |        | 3     |
| 10        | Norge          | 1    | 2    |        | 3     |
| 12        | Ukraine        | 1    | 1    | 1      | 3     |
| 13        | Grækenland     | 1    | 1    |        | 2     |
| 13        | Slovenien      | 1    | 1    |        | 2     |
| 13        | Schweiz        | 1    | 1    |        | 2     |
| 16        | Polen          | 1    | 0    | 1      | 2     |
| 17        | Serbien        | 1    |      |        | 1     |
| 18        | Kroatien       |      | 2    | 1      | 3     |
| 19        | Rumænien       |      | 1    | 4      | 5     |
| 20        | Finland        |      | 1    |        | 1     |
| 21        | Hviderusland   |      |      | 1      | 1     |
| 21        | Danmark        |      |      | 1      | 1     |
| 21        | Litauen        |      |      | 1      | 1     |
| 21        | Slovakiet      |      |      | 1      | 1     |
|           | Total          | 40   | 40   | 40     | 120   |

### Mændenes konkurrencer
| Konkurrence             | Guld                                                                                   | Guld        | Sølv                                                                                     | Sølv               | Bronze                                                                                   | Bronze     |
| ----------------------- | -------------------------------------------------------------------------------------- | ----------- | ---------------------------------------------------------------------------------------- | ------------------ | ---------------------------------------------------------------------------------------- | ---------- |
| 50 m fri                | Alain Bernard · Frankrig                                                               | 21.66       | Duje Draganja · Kroatien                                                                 | 22.00              | Stefan Nystrand · Sverige                                                                | 22.16      |
| 100 m fri               | Alain Bernard · Frankrig                                                               | 47.50 VR    | Stefan Nystrand · Sverige                                                                | 48.40              | Filippo Magnini · Italien                                                                | 48.53      |
| 200 m fri               | Paul Biedermann · Tyskland                                                             | 1:46.59     | Amaury Leveaux · Frankrig                                                                | 1:46.99            | Massimiliano Rosolino · Italien                                                          | 1:47.33    |
| 400 m fri               | Yury Prilukov · Rusland                                                                | 3:45.10 CR  | Massimiliano Rosolino · Italien                                                          | 3:45.19            | Nikita Lobintsev · Rusland                                                               | 3:46.75    |
| 800 m fri               | Gergő Kis · Ungarn                                                                     | 7:51.94 CR  | Samuel Pizzetti · Italien                                                                | 7:54.09            | Dragoş Coman · Rumænien                                                                  | 7:54.37 NR |
| 1500 m fri              | Yury Prilukov · Rusland                                                                | 14:50.40 CR | David Davies · Storbritannien                                                            | 14:54.28           | Mateusz Sawrymowicz · Polen                                                              | 14:58.78   |
|                         |                                                                                        |             |                                                                                          |                    |                                                                                          |            |
| 50 m ryg                | Aristeidis Grigoriadis · Grækenland                                                    | 25.13       | Flori Lang · Schweiz                                                                     | 25.18              | Ľuboš Križko · Slovakiet                                                                 | 25.44      |
| 100 m ryg               | Markus Rogan · Østrig                                                                  | 54.03       | Aristeidis Grigoriadis · Grækenland                                                      | 54.27              | Arkady Vyatchanin · Rusland                                                              | 54.45      |
| 200 m ryg               | Markus Rogan · Østrig                                                                  | 1:55.85     | Arkady Vyatchanin · Rusland                                                              | 1:57.04            | Răzvan Florea · Rumænien                                                                 | 1:57.53    |
|                         |                                                                                        |             |                                                                                          |                    |                                                                                          |            |
| 50 m bryst              | Oleg Lisogor · Ukraine                                                                 | 27.43       | Alexander Dale Oen · Norge                                                               | 27.53 Norsk Rek.   | Alessandro Terrin · Italien                                                              | 27.64      |
| 100 m bryst             | Alexander Dale Oen · Norge                                                             | 59.76 ER    | Hugues Duboscq · Frankrig                                                                | 59.78              | Oleg Lisogor · Ukraine                                                                   | 1:00.53    |
| 200 m bryst             | Grigory Falko · Rusland                                                                | 2:09.64 CR  | Alexander Dale Oen · Norge                                                               | 2:09.74 Norsk Rek. | Hugues Duboscq · Frankrig                                                                | 2:09.91    |
|                         |                                                                                        |             |                                                                                          |                    |                                                                                          |            |
| 50 m butterfly          | Milorad Čavić · Serbien                                                                | 23.11 ER    | Sergiy Breus · Ukraine                                                                   | 23.48              | Rafael Muñoz Pérez · Spanien                                                             | 23.60      |
| 100 m butterfly         | Evgeny Korotyshkin · Rusland                                                           | 51.89 CR    | Peter Mankoč · Slovenien                                                                 | 52.07              | Rafael Muñoz Pérez · Spanien                                                             | 52.09      |
| 200 m butterfly         | Paweł Korzeniowski · Polen                                                             | 1:54.38 ER  | Nikolay Skvortsov · Rusland                                                              | 1:54.65            | Christophe Lebon · Frankrig                                                              | 1:56.57    |
|                         |                                                                                        |             |                                                                                          |                    |                                                                                          |            |
| 200 m individuel medley | László Cseh · Ungarn                                                                   | 1:58.02     | Dinko Jukić · Østrig                                                                     | 1:59.65            | Vytautas Janušaitis · Litauen                                                            | 2:00.17    |
| 400 m individuel medley | László Cseh · Ungarn                                                                   | 4:09.59 ER  | Luca Marin · Italien                                                                     | 4:16.69            | Dinko Jukić · Østrig                                                                     | 4:17.24    |
|                         |                                                                                        |             |                                                                                          |                    |                                                                                          |            |
| 4×100 m fri hold        | Marcus Piehl · Stefan Nystrand · Petter Stymne · Jonas Persson · Sverige               | 3:15.41     | Massimiliano Rosolino · Alessandro Calvi · Christian Galenda · Filippo Magnini · Italien | 3:15.77            | Mitja Zastrow · Bas van Velthoven · Robert Lijesen · Pieter van den Hoogenband · Holland | 3:15.88    |
| 4×200 m fri hold        | Emiliano Brembilla · Massimiliano Rosolino · Nicola Cassio · Filippo Magnini · Italien | 7:09.94     | Nikita Lobintsev · Alexander Sukhorukov · Evgeny Lagunov · Yury Prilukov · Rusland       | 7:11.70            | Dominik Koll · Markus Rogan · David Brandl · Dinko Jukić · Østrig                        | 7:13.99    |
| 4×100 m medley hold     | Arkady Vyatchanin · Grigory Falko · Evgeny Korotyshkin · Andrey Grechin · Rusland      | 3:34.25 ER  | Gordan Kožulj · Vanja Rogulj · Mario Todorović · Duje Draganja · Kroatien                | 3:36.32            | Simon Sjödin · Jonas Andersson · Lars Frölander · Stefan Nystrand · Sverige              | 3:36.85    |

### Women's events
| Event                   | Guld                                                                                | Guld        | Sølv                                                                                      | Sølv     | Bronze                                                                                 | Bronze   |
| ----------------------- | ----------------------------------------------------------------------------------- | ----------- | ----------------------------------------------------------------------------------------- | -------- | -------------------------------------------------------------------------------------- | -------- |
| 50 m freestyle          | Marleen Veldhuis · Holland                                                          | 24.09 WR    | Hinkelien Schreuder · Holland                                                             | 24.59    | Therese Alshammar · Sverige                                                            | 24.71    |
| 100 m freestyle         | Marleen Veldhuis · Holland                                                          | 53.77       | Hanna-Maria Seppälä · Finland                                                             | 54.04    | Inge Dekker · Holland                                                                  | 54.12    |
| 200 m freestyle         | Sara Isaković · Slovenien                                                           | 1:57.45     | Camelia Potec · Rumænien                                                                  | 1:57.47  | Ágnes Mutina · Ungarn                                                                  | 1:58.06  |
| 400 m freestyle         | Federica Pellegrini · Italien                                                       | 4:01.53 WR  | Coralie Balmy · Frankrig                                                                  | 4:04.15  | Camelia Potec · Rumænien                                                               | 4:05.62  |
| 800 m freestyle         | Alessia Filippi · Italien                                                           | 8:23.50     | Erika Villaécija García · Spanien                                                         | 8:24.08  | Camelia Potec · Rumænien                                                               | 8:25.28  |
| 1,500 m freestyle       | Flavia Rigamonti · Schweiz                                                          | 15:58.54 CR | Erika Villaécija García · Spanien                                                         | 16:02.08 | Lotte Friis · Danmark                                                                  | 16:11.26 |
| 50 m backstroke         | Anastasia Zuyeva · Rusland                                                          | 28.05 ER    | Nina Zhivanevskaya · Spanien                                                              | 28.11    | Sanja Jovanović · Kroatien                                                             | 28.17    |
| 100 m backstroke        | Anastasia Zuyeva · Rusland                                                          | 59.41 ER    | Laure Manaudou · Frankrig                                                                 | 1:00.05  | Nina Zhivanevskaya · Spanien                                                           | 1:00.29  |
| 200 m backstroke        | Laure Manaudou · Frankrig                                                           | 2:07.99     | Anastasia Zuyeva · Rusland                                                                | 2:09.59  | Nikolett Szepesi · Ungarn                                                              | 2:09.90  |
| 50 m breaststroke       | Janne Schäfer · Tyskland                                                            | 31.08 CR    | Yuliya Yefimova · Rusland                                                                 | 31.41    | Mirna Jukić · Østrig                                                                   | 31.59    |
| 100 m breaststroke      | Mirna Jukić · Østrig                                                                | 1:08.18     | Alena Alekseeva · Rusland                                                                 | 1:08.91  | Joline Höstman · Sverige                                                               | 1:08.94  |
| 200 m breaststroke      | Yuliya Yefimova · Rusland                                                           | 2:24.09 CR  | Mirna Jukić · Østrig                                                                      | 2:24.58  | Alena Alekseeva · Rusland                                                              | 2:25.22  |
| 50 m butterfly          | Chantal Groot · Holland                                                             | 26.03       | Inge Dekker · Holland                                                                     | 26.30    | Sviatlana Khakhlova · Hviderusland                                                     | 26.52    |
| 100 m butterfly         | Sarah Sjöström · Sverige                                                            | 58.44       | Inge Dekker · Holland                                                                     | 58.50    | Aurore Mongel · Frankrig                                                               | 58.54    |
| 200 m butterfly         | Aurore Mongel · Frankrig                                                            | 2:06.59     | Emese Kovács · Ungarn                                                                     | 2:06.71  | Mireia Belmonte García · Spanien                                                       | 2:09.32  |
| 200 m individual medley | Mireia Belmonte García · Spanien                                                    | 2:11.16 CR  | Evelyn Verrasztó · Ungarn                                                                 | 2:12.93  | Camille Muffat · Frankrig                                                              | 2:13.63  |
| 400 m individual medley | Alessia Filippi · Italien                                                           | 4:36.68     | Katinka Hosszú · Ungarn                                                                   | 4:37.43  | Yana Martynova · Rusland                                                               | 4:37.86  |
| 4×100 m freestyle relay | Inge Dekker · Ranomi Kromowidjojo · Femke Heemskerk · Marleen Veldhuis · Holland    | 3:33.62 WR  | Erika Ferraioli · Federica Pellegrini · Maria Laura Simonetto · Cristina Chiuso · Italien | 3:41.06  | Claire Hedenskog · Josefin Lillhage · Ida Marko-Varga · Magdalena Kuras · Sverige      | 3:41.28  |
| 4×200 m fri hold        | Laure Manaudou · Coralie Balmy · Mylene Lazare · Alena Popchanka · Frankrig         | 7:52.09     | Joanne Jackson · Melanie Marshall · Ellen Gandy · Caitlin McClatchey · Storbritannien     | 7:52.36  | Alice Carpanese · Federica Pellegrini · Alessia Filippi · Renata Spagnolo · Italien    | 7:55.69  |
| 4×100 m medley hold     | Elizabeth Simmonds · Kate Haywood · Jemma Lowe · Francesca Halsall · Storbritannien | 3:59.33 ER  | Anastasia Zuyeva · Julija Jefimova · Natalya Sutyagina · Daria Belyakina · Rusland        | 4:00.47  | Hinkelien Schreuder · Jolijn van Valkengoed · Inge Dekker · Marleen Veldhuis · Holland | 4:04.41  |

## Udspring

### Medaljeoversigt
| Placering | Land           | Guld | Sølv | Bronze | Total |
| --------- | -------------- | ---- | ---- | ------ | ----- |
| 1         | Rusland        | 4    |      | 1      | 5     |
| 2         | Tyskland       | 2    | 4    | 1      | 7     |
| 3         | Ukraine        | 1    | 3    | 3      | 7     |
| 4         | Italien        | 1    |      | 3      | 4     |
| 5         | Sverige        | 1    |      | 1      | 2     |
| 6         | Storbritannien | 1    |      |        | 1     |
| 7         | Finland        |      | 1    | 1      | 2     |
| 8         | Ungarn         |      | 1    |        | 1     |
| 8         | Hviderusland   |      | 1    |        | 1     |
|           | Total          | 10   | 10   | 10     | 30    |

## Synkronsvømning

### Medaljeoversigt
| Placering | Land    | Guld | Sølv | Bronze | Total |
| --------- | ------- | ---- | ---- | ------ | ----- |
| 1         | Spanien | 4    | 0    | 0      | 4     |
| 2         | Italien | 0    | 3    | 1      | 4     |
| 3         | Rusland | 0    | 1    | 0      | 1     |
| 4         | Ukraine | 0    | 0    | 3      | 3     |
| Total     | Total   | 4    | 4    | 4      | 12    |